# William Mark McCullough
William Mark McCullough est un acteur américain né un 12 octobre[Quand ?] à Savannah en Géorgie.

## Filmographie

### Cinéma
- 2002 : My Turn : Eric et Steve Toombs
- 2007 : Asylum : Elvis
- 2007 : Blur : un officier de police
- 2007 : Habanero : Eric
- 2007 : Severe Visibility : Clifford Odella
- 2007 : Zero Tolerance : Benjamin Black
- 2008 : Decoy : Mark Roberts
- 2009 : The $178.92 Movie: An Instructinal Guide to Failure : Mark
- 2009 : Dating Games : James
- 2009 : Untitled Thus Far : Banana
- 2010 : Amuse Bouche : Graham
- 2010 : Perfect Hunting : l'échapé
- 2010 : A Little Distracted : Oscar
- 2010 : Darwin Fish : Jonah
- 2010 : Big Day : Alex
- 2010 : Wife : Eric
- 2010 : Death of a Valley Girl : Kenton Fisher
- 2011 : Cody's First : Freddie
- 2011 : Every Morning : M. Johnson
- 2011 : Play Time : John
- 2011 : Checkered Dreams : Bullfrog
- 2011 : Gravity : William
- 2011 : Pretty Fishes : Keith
- 2011 : Office Boy : Peter
- 2012 : Dara Ju : Desmond
- 2012 : Double Wide Blues : Bullfrog
- 2013 : Great First Date : Eric Stromwell
- 2014 : Blue Hour : le père
- 2015 : Ben & Ara : Manny
- 2016 : Naissance d'une nation : l'homme blanc
- 2016 : My Father Die : Shérif Wayne
- 2016 : My Brother's Keeper : M. Wyman
- 2016 : Free State of Jones : le premier homme
- 2016 : Siren : l'addict
- 2016 : Vanished: Dwayne
- 2016 : Patient Seven : le patient six
- 2016 : Massacre on Aisle 12 : le père Noël
- 2017 : Arsenal : Luca
- 2017 : Tueur programmé : Député Wallace
- 2017 : Logan Lucky : Bobo
- 2017 : Barry Seal: American Traffic : Pete
- 2018 : Tybee : Buck
- 2018 : Body of Sin : Mike
- 2018 : An L.A. Minute : le motard
- 2018 : Bleeding, Kansas : Jameson Hawkins
- 2018 : Black Flowers : DJ Apocalypso
- 2019 : Noble Creatures : Bligh
- 2019 : Alina : Captain Drauz
- 2019 : Blue Tiles : Sam
- 2020 : Murder RX : Shérif Tucker
- 2020 : The Crickets Dance : Jackson McGrath
- 2020 : Une ode américaine : un officier
- 2021 : Shookum Hills : Dale
- 2021 : A Savannah Haunting : William
- 2022 : The Walk : Walsh
- 2023 : The Unseen : Dan Olson
- 2024 : On the Run : Vince
- 2025 : Captain America: Brave New World : Commandant Dennis Dunphy

### Télévision
- 2002 : Great Books : Nightmare Victim (1 épisode)
- 2005 : Passions : Shady Character (1 épisode)
- 2015 : Secrets and Lies : l'homme au t-shirt (1 épisode)
- 2016 : Underground : Theo (2 épisodes)
- 2017 : Mercy Street : Larkin (4 épisodes)
- 2018 : Saints & Sinners : Officier William Dalton (1 épisode)
- 2018 : The Gifted : Michael (2 épisodes)
- 2019 : Los Angeles : Bad Girls : Kobi (3 épisodes)
- 2019 : Swamp Thing : Remy Dubois (1 épisode)
- 2020 : The Outsider : le personnage capuchonné (1 épisode)
- 2020-2023 : À l'ombre des Magnolias : Russ Matney (3 épisodes)
- 2022 : The Walking Dead : Moto (1 épisode)
- 2022 : Cobra Kai : Redneck (1 épisode)
- 2022 : Code Quantum : Josiah McDonough (1 épisode)
- 2024 : Manhunt : Boston Corbett (2 épisodes)
- 2025 : Ballard : Zander Coleman (1 épisode)